# Milan Zgrablić

Wappen von Milan Zgrablić als Koadjutor

Milan Zgrablić (* 29. August 1960 in Pazin, SFR Jugoslawien) ist ein kroatischer Geistlicher und römisch-katholischer Erzbischof von Zadar.

## Leben
Milan Zgrablić besuchte die Knabenseminare in Pazin und Zadar. Anschließend studierte er am Theologischen Institut in Rijeka und empfing am 8. Juni 1986 in Rovinj das Sakrament der Priesterweihe für das Bistum Poreč-Pula.
Nach verschiedenen Aufgaben in der Pfarrseelsorge und in der Priesterausbildung sowie als Direktor Bischöflichen Hauses studierte er an der Päpstlichen Universität Gregoriana und erwarb 1994 das Lizenziat in spiritueller Theologie. Von 1994 bis 1997 war er Hausleiter des Kollegs in Pazin und anschließend für zehn Jahre Direktor der Diözesancaritas. Von 2003 bis 2019 war er Diözesanverantwortlicher für die Berufungspastoral und die Jugendseelsorge. Von 1997 bis 2015 war er Pfarrer in Rovinj und seither Dompfarrer der Kathedrale von Poreč. Ab 2008 leitete er außerdem das Diözesaninstitut für die Unterstützung des Klerus. Daneben gehörte er dem Pastoralrat, dem Priesterrat und dem Konsultorenkollegium des Bistums Poreč-Pula an.
Papst Franziskus ernannte ihn am 7. April 2022 zum Koadjutorerzbischof von Zadar. Der Erzbischof von Zadar, Želimir Puljić, spendete ihm am 25. Juni desselben Jahres in der Kathedrale von Zadar die Bischofsweihe. Mitkonsekratoren waren der Erzbischof von Split-Makarska, Dražen Kutleša, und der emeritierte Bischof von Bischof Poreč-Pula, Ivan Milovan. Mit dem Rücktritt Želimir Puljićs am 14. Januar 2023 folgte er diesem als Erzbischof von Zadar nach.